# David Nelson
David Nelson, conosciuto anche con il nome greco di David Stergakos, detto Dave (in greco Ντέιβιντ Στεργάκος?; Montclair, 24 ottobre 1956), è un ex cestista e allenatore di pallacanestro statunitense naturalizzato greco.

## Carriera
Con la Grecia ha disputato i Campionati europei del 1989 e i Campionati mondiali del 1990.

## Palmarès
- Campionato greco: 4

Panathinaikos: 1979-80, 1980-81, 1981-82, 1983-84
- Coppa di Grecia: 4

Panathinaikos:	1979, 1982, 1983, 1986